# Fluch der Kassandra
Fluch der Kassandra (Nederlands: Vloek van Kassandra) is een madhouse in het Duitse attractiepark Europa-Park en ligt in het themagebied Griekenland.
Het exterieur van de attractie is gedecoreerd als een Byzantijnse kerk. Aangrenzend aan de kerk bevindt zich de wachtrij die niet overdekt is.
Fluch der Kassandra bestaat uit twee ruimtes. In de eerste ruimte, de voorshow, wordt het verhaal achter de attractie verteld in het Duits. Dit verhaal wordt tevens in de wachtrij beschreven. Direct na de voorshow verplaatst men zich naar de tweede ruimte, de hoofdshow, die gedecoreerd is naar een Oosters-orthodoxe kerk. Tijdens de hoofdshow is de stem van de geest van Kassandra te horen, die ondersteund wordt door muziek, waarna de kerk 360 graden om zijn eigen as draait. Hierdoor ontstaat de illusie alsof men "over de kop gaat". De hoofdshow wordt door verschillende effecten ondersteund, waaronder audio- en lichteffecten. Tevens zijn de banken omgebouwd tot massagestoel, kunnen de rugsteunen opgeblazen worden en bevindt zich t.h.v. de bezoekers hun nek een ingebouwde ventilator.
Lijst van attracties in Europa-Park